# Kevin Keller
Kevin Keller est un personnage de fiction de l'univers Archie Comics. Il fait sa première apparition dans le numéro 202 de Veronica, publié en septembre 2010. Créé par Dan Parent (en), il est le premier personnage ouvertement homosexuel dans l'histoire des Archie Comics.
Face au succès du personnage, Archie Comics sort les comics Kevin Keller en juin 2011 et Life with Kevin cinq ans plus tard.

## Apparition du personnage dansVeronica
Kevin Keller apparaît pour la première fois dans le numéro 202 du comics Veronica intitulé Isn't It Bromantic? et publié en septembre 2010. Dans ce numéro, Veronica est intéressée par Kevin mais il repousse ses avances. Celui-ci devient ami avec Jughead en raison de leur goût commun pour la nourriture ; Kevin lui révèle son homosexualité autour d'un hamburger,,. Kevin se noue également d'amitié pour Betty Cooper, qui devient sa meilleure amie.
Pour Jon Goldwater, co-dirigeant d'Archie Comics, inclure un personnage ouvertement homosexuel est un moyen de garder le monde d'Archie Comics ouvert et actuel : « la ville natale d'Archie, Riverdale, a toujours été un lieu sûr pour tout le monde. Ça semble logique d'avoir un personnage ouvertement gay dans les comics Archie ». L'auteur de Veronica, Dan Parent, ajoute que « cela prouve que Riverdale est dans le XXIe siècle ».
Kevin réapparaît dans le numéro 205 de Veronica, publié en mars 2011. Intitulé Kevin Keller Returns!, le numéro annonce une mini-série de quatre numéros autour de son personnage : Kevin Keller.

## Publication deKevin Keller

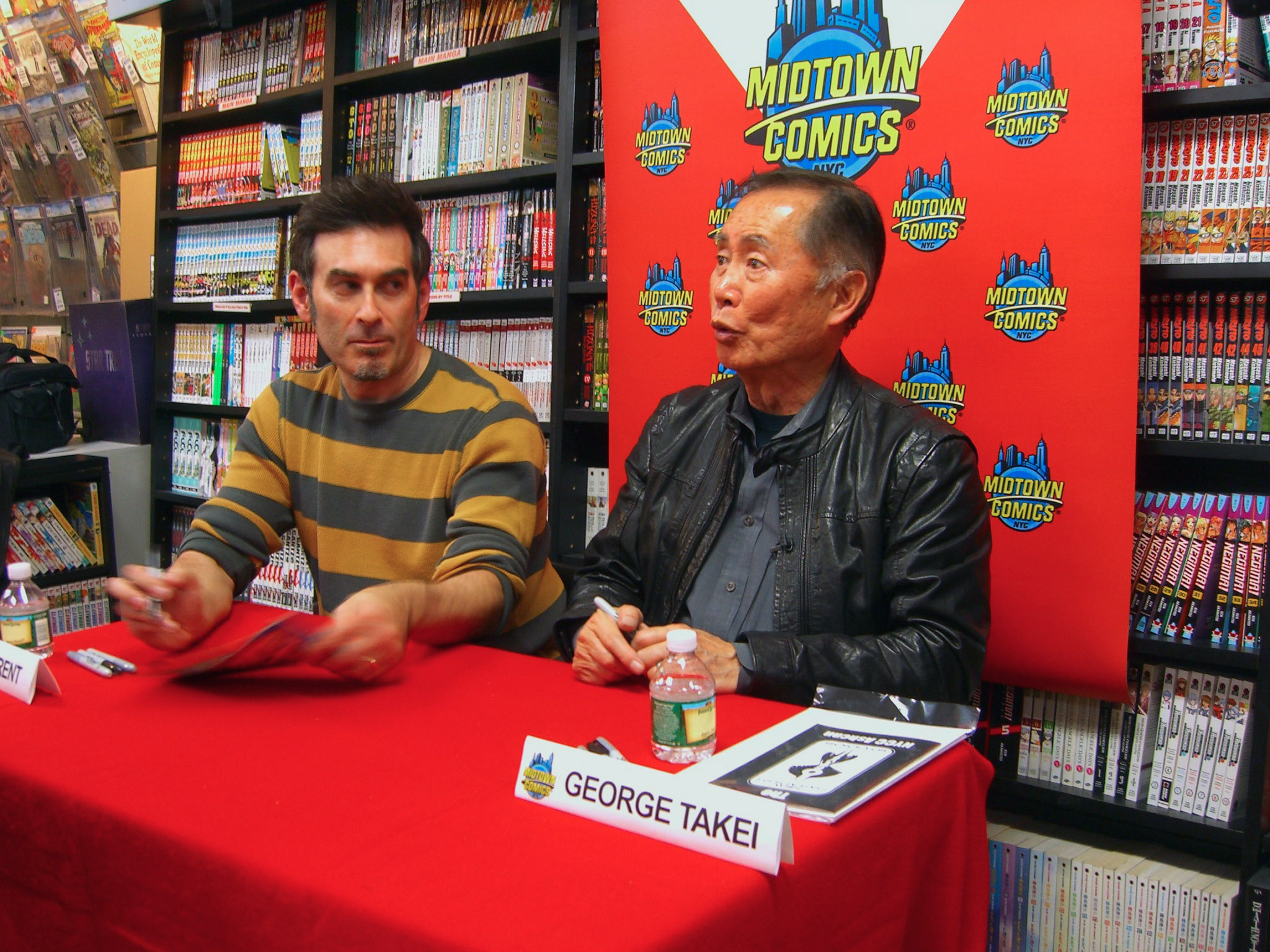
Dan Parent et George Takei, qui apparaît en guest star dans Archie's Pal Kevin Keller no 6.

Kevin Keller, la mini-série limitée de quatre numéros mensuels, débute en juin 2011. Elle se concentre sur la vie de Kevin avant son arrivée à Riverdale et ses difficultés au collège. Il révèle qu'il est un enfant de soldat et introduit les personnages de Wendy et William, des amis à qui Kevin avait envoyé des sms dans Veronica.
En juillet 2011, Archie Comics annonce que le personnage apparaîtra dans un mensuel propre, lui-aussi intitulé Kevin Keller. Le titre est publié à partir de février 2012. Il voit Kevin devenir délégué de classe et gérer des problèmes d'« adversité ». La série s'achève en juillet 2014 après 15 numéros.
Une nouvelle série de comics, Life with Kevin, est annoncée par Archie Comics en avril 2016. Dan Parent reste l'auteur du titre et J. Bone en devient le coloriste. L'intrigue se déroule dans l'univers classique d'Archie (et non celui de Life with Archie). Kevin obtient son diplôme et rejoint New York City. Life with Kevin sort sous la forme de quatre numéro disponibles en ligne à partir de juin 2016,.

### Éditions complètes
La série a été rassemblée en livres de poche et commercialisée.
| Titre et ISBN                                            | Sortie           | Albums rassemblés           | Sortie originale          |
| -------------------------------------------------------- | ---------------- | --------------------------- | ------------------------- |
| Kevin Keller (ISBN 978-1879794931)                       | 28 février 2012  | Kevin Keller vol. 1 nos 1-4 | juin 2011 – décembre 2011 |
| Kevin Keller: Welcome to Riverdale (ISBN 978-1936975235) | 20 novembre 2012 | Kevin Keller vol. 2 nos 1-4 | février 2012 – août 2012  |
| Kevin Keller: Drive Me Crazy (ISBN 978-1936975587)       | 27 août 2013     | Kevin Keller vol. 2 nos 5-8 | octobre 2012 – mai 2013   |

## Autres apparitions

### Dans les comics Archie
Kevin apparaît dans le deuxième numéro de Afterlife with Archie. Il y est présenté comme un archer expérimenté ayant reçu un entraînement militaire de son père, mort avant le début de la série.
Il apparaît pour la première fois adulte dans le numéro 16 (janvier 2012) de Life with Archie: The Married Life. Il y est marié à Clay Walker, qu'il rencontre à l'armée. Ce dernier se fait tirer dessus lors d'une fusillade. Kevin se lance alors en politique et est élu sénateur sur un programme en faveur du contrôle des armes à feu. Dans son numéro 36, la série s'achève par la mort d'Archie Andrews, tué en sauvant le sénateur Keller d'une tentative d'assassinat,.

### À la télévision

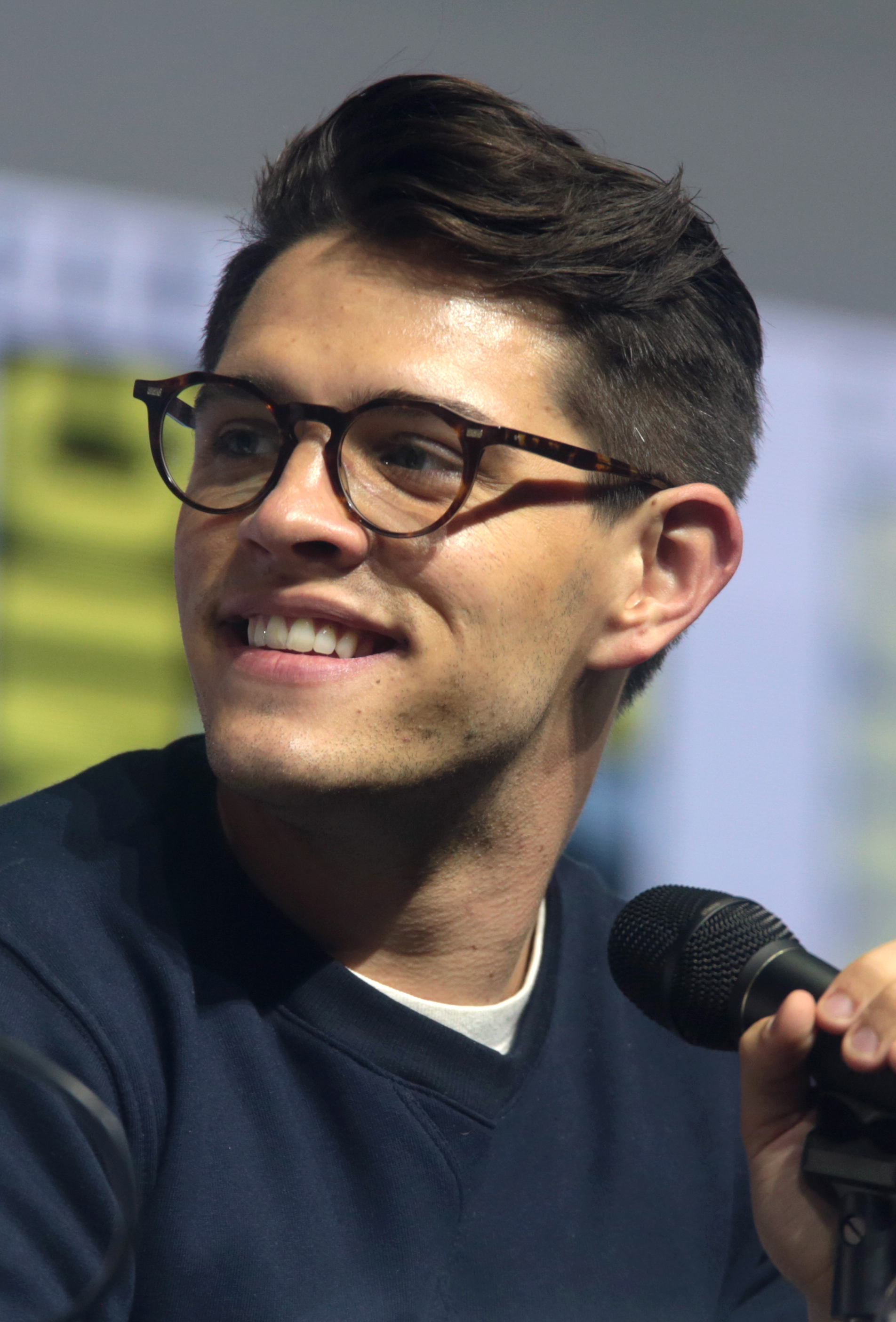
Casey Cott incarne Kevin dans Riverdale.

Le personnage apparaît dans la série Riverdale diffusée depuis 2017 sur The CW. Il est interprété par l'acteur Casey Cott,.
Il reprend ensuite le personnage le temps d'une apparition dans la série Katy Keene qui se déroule dans le même univers.

## Accueil
Kevin Keller devient rapidement un personnage populaire,. Sa première apparition dans le numéro 202 de Veronica provoque une rupture de stock. Pour la première fois de l'histoire d'Archie Comics un numéro est réimprimé. Une édition spéciale est ainsi publiée en octobre 2010 avec une couverture alternative.
Jarrett Barrios, alors président de la Gay & Lesbian Alliance Against Defamation, se réjouit de la création du personnage : « c'est excitant de voir Riverdale High accueillir son premier étudiant ouvertement gay, cela donne aux lecteurs une image de la vie de la jeunesse gay aujourd'hui. Alors que les images de personnes homosexuelles et transgenres sont plus fréquentes à la télévision et dans les films, les gens y adhèrent et s'attendent à voir davantage d'images de notre communauté dans les médias, y compris les comics ». Dan Parent est nommé pour un GLAAD Media Award en 2011 pour la création de Kevin.
Selon Parent, la réaction des fans a été très largement favorable : « Tout le monde n'était pas particulièrement content de ça, mais selon moi c'est positif à 98 % ». Il rapporte que de nombreux fans gays l'ont approché et l'ont remercié, expliquant la différence qu'un personnage comme Kevin aurait eu dans leur jeunesse.
Michael Cavna du Washington Post se félicite de l'ouverture de l'univers d'Archie à la diversité, estimant que l'arrivée de Keller dans « le monde moins divers de Riverdale — où tout à part les sundaes a souvent été à la vanille — est un changement majeur ». D'autres saluent la volonté des auteurs d'introduire un personnage homosexuel qui ne soit pas forcément stéréotypé : Kevin aime les comics, déteste les comédies musicales, etc.